# Thierry Picard (rugby à XV, 1965)
Pour les articles homonymes, voir Thierry Picard.
Pas d'image ? Cliquez ici

a Compétitions nationales et continentales officielles uniquement.

Dernière mise à jour le 8 avril 2022.
Thierry Picard, né le 16 juillet 1965 à Grenoble, est un joueur français de rugby à XV évoluant au poste de centre ou d'ailier.

## Biographie
Thierry Picard joue longtemps en équipe première où il s’inscrit dans l’âge d’or de cette formation, club phare français de l'époque.
Thierry Picard remporte le Challenge Yves du Manoir en 1987, compétition dont il est aussi finaliste en 1990 et demi-finaliste en 1988 et 1992.
Il dispute aussi une demi-finale de championnat de France en 1992 et termine sa carrière grenobloise sous l’ère des « Mammouths de Grenoble » et se voit privé du titre de champion de France 1993, défait 14 à 11 par le Castres olympique dans des conditions rocambolesques.
Il rejoint ensuite le RRC Nice pour deux saisons puis à l'US Annecy pour une saison et enfin termine sa carrière au SO Chambéry.
Thierry Picard devient par la suite entraîneur du RC Seyssins puis du SO Voiron.

## Palmarès
- Championnat de France de première division :
  - Vice-champion (1) : 1993[5]
  - Demi-finaliste (1) : 1992
- Challenge Yves du Manoir :
  - Vainqueur (1) : 1987
  - Finaliste (1) : 1990
  - Demi-finaliste (1) : 1988